# SS Murex

Le SS Murex est un bateau pétrolier, un des premiers bateaux au monde conçu pour le transport du pétrole. C'est le premier de ce type à franchir le Canal de Suez en 1892.

## Historique
Il a été construit aux chantiers navals de la compagnie William Gray & Co, et a été lancé à West Hartlepool en Grande-Bretagne le 28 mai 1892. Il quitte Liverpool le 22 juillet 1892 pour Batoum en Mer Noire. Les premières cargaisons du SS Murex étaient constituées de pétrole d'origine russe.
Il pouvait transporter 4 000 tonnes de brut, ce qui révolutionne le transport du pétrole à l'époque.
C'est le premier pétrolier à franchir le Canal de Suez en 1892. La compagnie allait prendre le nom de Shell Transport and Trading Company en 1897. Le nom Murex vient du célèbre coquillage gastéropode, emblème de la société Shell.
Il a été torpillé et coulé par un sous-marin allemand en 1916 au large de Port Saïd.